# 夜舞
夜舞，是日本純種競賽馬匹。生涯活躍於長途賽事，曾於1996年勝出菊花賞並獲得同年度之最佳4歲雄馬頭銜。由於其在其父系週日寧靜第二年子嗣中的表現較佳，因而和表現同樣優秀的同父馬石野週日、吹波糖及欽點被稱爲「週日四天王」（サンデー四天王）。

## 出賽前
1993年6月5日出生於北海道千歲市社台牧場，成長途中於一口馬主俱樂部Shadai Race Horse Co. Ltd.進行馬主募集。
其後交由栗東訓練中心練馬師橋口弘次郎訓練。

## 競賽生涯

### 3歲（現2歲）
1995年12月3日出戰阪神競馬場3歲新馬戰，比賽初段選擇於後方位置等待時機，雖然於進入直路後不斷由外檔內閃斜行，但仍然可以成功進行加速超越前方的賽駒，最終以3/4馬位取得勝利。
其後出戰短波電台盃三歲錦標，本次比賽其採取線先行戰術下於約莫第六的推進，但於進入直路後一直被一同衝出的欽點及一早經已處於前方的石野週日壓制，最終未能勝過對手之下以第三完賽。

### 4歲（現3歲）
1996年以如月賞作爲年度首戰，於直路上和欽點展開一番激烈的纏鬥，然而其表現再度稍遜於對方下無法透出，最終以頸位差距憾負得第二。
3月3日出戰彌生賞，比賽初段其於第十左右的較後位置推進，但於通過彎道後開始進行長距離加速，於最後彎道時經已進佔第五的位置。進入直路後，其繼續運用餘力加速，最終跑出全場最快末腳下輕鬆超越前方的賽駒，拉開對手1馬位取得首個分級賽冠軍。
贏得彌生賞後原定出戰經典三冠頭關皋月賞，然而於賽前6日被發現有發燒的症狀，迫於無奈下陣營只好選擇避戰。
其後因爲狀態恢復良好，因而於5月11日出戰公開賽主席錦標作爲熱身，並於其中以輕鬆的姿態壓制所有對手，以2馬位優勢取得冠軍。
6月2日按照計劃出戰東京優駿（日本打吡），賽前成功奪得第一人氣。比賽開始後，其以積極的策略搶佔位置，並於比賽途中一直保持於第三、四左右穩步推進。進入直路後，其以優秀的反應進行加速，超越前方賽駒後取得領先。然而於直路中段，後方的第七人氣伏兵Fusaichi Concorde突然爆發出恐怖的末腳由外檔位置來襲，夜舞於無法抵擋對手的攻勢下在最後關頭被超越，最終以頸位差距落敗。
由於東京優駿的失利，陣營取消了原定遠征英國出戰英皇佐治六世及皇后伊利沙伯鑽石錦標的計劃，並安排其進入放草。
放草過後於10月以京都新聞盃作爲起動戰，採取居中戰術下於直路以優秀的加速力力壓欽點及石野週日等對手，再度取得分級賽冠軍。
11月3日出戰菊花賞，由於其勝出前哨戰京都新聞盃，因而於賽前取得第一人氣。比賽開始後，其於居中位置展開推進，然而通過第三彎道後，其被前方失速的馬匹阻擋位置，因而自身亦逐步墮後至約莫第十二。進入直路後，騎師武豐眼見內欄位置越發擠塞，果斷決定指揮其抽出外檔望空加速，並爆發對於長途賽事然而極其恐怖的後600米33.8秒末腳，成功於最後關頭超越欽點，以1/2馬位優勢取得首個一級賽冠軍。
然而於菊花賞翌日，其被發現患有肌腱炎，最終於陣營考慮下決定安排其退役入種。
年末，由於其在東京優駿表現優秀及勝出菊花賞，成功以98票當選最佳4歲雄馬。

### 詳細賽績
| 日期       | 舉辦國家 | 馬場 | 距離   | 級別 | 賽事名稱           | 負重 | 騎師 | 馬號 | 出馬 | 名次 | 時間   | 頭馬（二馬）           |
| ---------- | -------- | ---- | ------ | ---- | ------------------ | ---- | ---- | ---- | ---- | ---- | ------ | ---------------------- |
| 3/12/1995  | 日本     | 阪神 | 草1600 |      | 3歳新馬            | 54   | 武豊 | 2    | 11   | 1    | 1:53.3 | （Matikanehiganoboru） |
| 23/12/1995 | 日本     | 阪神 | 草2000 | GIII | ラジオたんぱ杯3歳S | 54   | 武豊 | 2    | 15   | 3    | 2:03.3 | 欽點                   |
| 4/2/1996   | 日本     | 京都 | 草1800 | GIII | きさらぎ賞         | 55   | 武豊 | 3    | 10   | 2    | 1:48.2 | 欽點                   |
| 3/3/1996   | 日本     | 中山 | 草2000 | GII  | 弥生賞             | 55   | 武豊 | 5    | 13   | 1    | 2:02.7 | （Tsukuba Symphony）   |
| 11/5/1996  | 日本     | 東京 | 草2200 | OP   | プリンシパルS      | 56   | 武豊 | 2    | 13   | 1    | 2:13.9 | （Topical Collector）  |
| 2/6/1996   | 日本     | 東京 | 草2400 | GI   | 東京優駿           | 57   | 武豊 | 3    | 18   | 2    | 2:26.1 | Fusaichi Concorde      |
| 13/10/1996 | 日本     | 京都 | 草2200 | GII  | 京都新聞杯         | 57   | 武豊 | 9    | 11   | 1    | 2:14.1 | （Kashima Dream）      |
| 3/11/1996  | 日本     | 京都 | 草3000 | GI   | 菊花賞             | 57   | 武豊 | 17   | 17   | 1    | 3:05.1 | （欽點）               |

## 退役後
退役後，夜舞成爲了配種馬，於北海道早來町（今安平町）社台Stallion Station休養，在1997年進行配種，首批子嗣於1998年出生。首批子嗣可於2000年出賽。2001年4月22日，Oiwake Hikari在花仙錦標取勝，成爲首匹勝出分級賽的子嗣。2003年10月26日，豐盈於菊花賞取勝，成爲了首匹勝出一級賽的夜舞子嗣，亦達成了父子制霸。
2011年10月被轉移至到北海道日高町育馬者Stallion Station休養，於來年在此地繼續配種。
2014年12於返回社台Stallion Station，於2015年開始重新如此作爲配種馬使用。
2017年1月其由配種馬退役，於同一地方進行養老生活。
2020年1月2日，其因衰老而無法站立，最終以27歲的高齡死亡。

### 主要子嗣

#### 一級賽優勝子嗣
粗體字為一級賽
1998年生
- 鶴丸小子（中京紀念、金鯱賞、安田紀念）

2000年生
- 豐盈（短波電台盃兩歲錦標、菊花賞）

2001年生
- 密州怨曲（菊花賞、長途馬錦標、 墨爾本盃）

2006年生
- Three Rolls（菊花賞）

#### 分級賽優勝子嗣
1998年生
- Oiwake Hikari（花仙錦標）
- Daitaku Bertram（阪神大賞典、長途馬錦標）

1999年生
- Tagano My Bach（中京紀念、產經大阪盃）
- Inter Taiyo（兵庫冠軍錦標）
- Azuma Beyond（阪神跳欄錦標）
- Fast Tateyama（每日盃兩歲錦標、京都新聞盃）

2000年生
- Marubutsu Top（佐賀紀念）
- Macky Max（鑽石錦標）
- Win Glanz（鑽石錦標）

2001年生
- Fumino Tikimeki（小倉夏季跳欄錦標）
- Dance a Joy（小倉紀念）
- 歡欣起舞（兩次阪神牝馬錦標）

2002年生
- 長山駿馬（每日王冠）
- 再舞翩翩（春季錦標、福島紀念）
- Conrad（短波電台賞）

2003年生
- 東寶艾倫（京都新聞盃、京都大賞典）

2004年生
- 札列馬（京成盃秋季讓賽）
- 丸河鳳凰（阪神盃、天鵝錦標）

2005年生
- 藍調情懷（府中牝馬錦標）

2006年生
- Viva Vodka（百花盃）
- 揭路荼（日經電台賞）
- 貴人善忘（長途馬錦標、鑽石錦標）
- 錦繡前程（富士錦標）
- Touch Me Not（中山金盃）

2007年生
- 夜之影（葉森盃、每日王冠）

2009年生
- 亞瑟神劍（每日盃兩歲錦標、富士錦標、東京新聞盃、葉森盃、關屋紀念、京成盃秋季讓賽）

## 血統簡介
父系週日寧靜是美國三冠賽二冠馬，退役後在日本配種，在日本馬壇相當成功，贏得多項分級賽事，其子嗣贏得巨額獎金，連續12年成為日本冠軍種馬。祖父Halo爲美國賽駒，曾贏得一級賽冠軍，爲美國冠軍種馬。
母系Dancing Key爲美國馬匹，生涯無出賽紀錄。外祖父尼真斯基爲加拿大生產的愛爾蘭賽駒，生涯僅得兩敗，曾勝出葉森打吡大賽、愛爾蘭打吡、英皇佐治六世及皇后伊利沙伯錦標及二千堅尼錦標等一級賽，退役後亦爲著名種馬，成功確立獨立的系統。

### 血統表
| 父線：週日寧靜系（Halo系）                  |                              |                 |                |
| 種馬 週日寧靜 1986年（棕色）                | Halo 1969年（棕色）          | Hail to Reason  | Turn-to        |
| 種馬 週日寧靜 1986年（棕色）                | Halo 1969年（棕色）          | Hail to Reason  | Nothirdchance  |
| 種馬 週日寧靜 1986年（棕色）                | Halo 1969年（棕色）          | Cosmah          | Cosmic Bomb    |
| 種馬 週日寧靜 1986年（棕色）                | Halo 1969年（棕色）          | Cosmah          | Almahmoud      |
| 種馬 週日寧靜 1986年（棕色）                | Wishing Well 1975年（棗色）  | Understanding   | Promised Land  |
| 種馬 週日寧靜 1986年（棕色）                | Wishing Well 1975年（棗色）  | Understanding   | Pretty Ways    |
| 種馬 週日寧靜 1986年（棕色）                | Wishing Well 1975年（棗色）  | Mountain Flower | Montparnasse   |
| 種馬 週日寧靜 1986年（棕色）                | Wishing Well 1975年（棗色）  | Mountain Flower | Edelweiss      |
| 繁殖雌馬 Dancing Key 1983年（棗色）         | 尼真斯基 1967年（棗色）      | 北地舞人        | 新北區         |
| 繁殖雌馬 Dancing Key 1983年（棗色）         | 尼真斯基 1967年（棗色）      | 北地舞人        | Natalma        |
| 繁殖雌馬 Dancing Key 1983年（棗色）         | 尼真斯基 1967年（棗色）      | Flaming Page    | Bull Page      |
| 繁殖雌馬 Dancing Key 1983年（棗色）         | 尼真斯基 1967年（棗色）      | Flaming Page    | Flaring Top    |
| 繁殖雌馬 Dancing Key 1983年（棗色）         | Key Partner 1976年（深棗色） | Key to the Mint | Graustrak      |
| 繁殖雌馬 Dancing Key 1983年（棗色）         | Key Partner 1976年（深棗色） | Key to the Mint | Key Bridge     |
| 繁殖雌馬 Dancing Key 1983年（棗色）         | Key Partner 1976年（深棗色） | Native Partner  | Raise a Native |
| 繁殖雌馬 Dancing Key 1983年（棗色）         | Key Partner 1976年（深棗色） | Native Partner  | Dinner Partner |
| 雌系：Dancing Key系（號族：7）              |                              |                 |                |
| 五代內近親交配：Almahmoud 4×5、天才舞者 5×5 |                              |                 |                |

## 命名由來
名字Dance in the Dark（ダンスインザダーク）意思是「於黑暗中跳舞」，繼承自母系Dancing Key的名字，香港則取意譯，翻譯为「夜舞」。

## 外部連結
- 夜舞 netkeiba.com （页面存档备份，存于）
- 血統表 （页面存档备份，存于）